# Gisr el-Moedir
De Gisr el-Moedir (Arabisch voor "omheining van de baas") is een monument in Saqqara (Egypte), ten zuidwesten van de Trappiramide van Djoser. Het bestaat uit een rechthoekig ommuurd gebied van ca. 350 bij 650 meter.
Naar analogie met andere monumenten in de directe omgeving moet de Gisr el-Moedir een (fragmentarisch) grafmonument zijn, waarschijnlijk gebouwd door Chasechemoey, een Egyptische koning van de tweede dynastie. Het ommuurde gebied is bijna twee keer zo groot als het gebied binnen de omheiningsmuren van de Trappiramide van Djoser, en bijna vier keer zo groot als het gebied van het funerair complex van Sechemchet.

## Archeologisch onderzoek
Het monument werd ontdekt in het begin van de twintigste eeuw, maar pas onderzocht in de jaren negentig. Toen werd ontdekt dat de muren zijn gebouwd van ruw gehakte blokken kalksteen. Hiermee is de Gisr el-Moedir het oudste stenen monument in Egypte. In het zuidelijke deel ligt mogelijk een platform van tichels voor cultusdoeleinden. Het gevonden aardewerk dateert uit eind tweede, begin derde dynastie.